# Sedat Özden
Ali Sedat Özden (ur. 30 sierpnia 1953 w Bursie) – turecki piłkarz występujący na pozycji pomocnika. Trener piłkarski.

## Kariera klubowa
Özden karierę rozpoczął w 1973 roku w Bursasporze. W 1974 roku dotarł z nim do finału Pucharu Turcji, w którym Bursaspor przegrał jednak z Fenerbahçe SK. W 1986 roku ponownie wystąpił z zespołem w finale Pucharu Turcji, ale tym razem Bursaspor okazał się jego zwycięzcą. W tym samym roku Özden zakończył karierę z liczbą 335 występów i 53 bramek w barwach Bursasporu.

## Kariera reprezentacyjna
W reprezentacji Turcji Özden zadebiutował 23 marca 1977 roku w przegranym 0:4 meczu Balkan Cup z Rumunią. 21 września 1977 roku w przegranym 1:3 pojedynku Balkan Cup z Bułgarią strzelił pierwszego gola w kadrze. W latach 1977–1985 w drużynie narodowej rozegrał 34 spotkania i zdobył 7 bramek.